# 渡边滨子
渡边滨子（1910年10月27日—1999年12月31日），本名加藤滨子，生于横滨。1933年于武藏野音乐学校毕业。毕业后在横滨高等女学校任音乐教师，同年成功演唱《海鸣る空》等流行歌曲。渡边滨子一生灌录1800多首歌曲，多次荣获日本歌坛大奖。二战结束前，因她演唱的许多抒情歌曲，不符合当时日本的国家需要，多次被指责和查禁。
她还演唱过《支那之夜》、《苏州夜曲》、《何日君再来》等涉及中国主题的歌曲。
1999年因脑梗塞于横滨市去世，享年89岁。

## 外部連結
- 渡辺 はま子 （页面存档备份，存于） - ビクターエンタテインメント公式サイト
- 渡辺 はま子 （页面存档备份，存于） - 日本映画データベース